# Phyllanthus amicorum
Phyllanthus amicorum är en emblikaväxtart som beskrevs av Grady Linder Webster. Phyllanthus amicorum ingår i släktet Phyllanthus och familjen emblikaväxter.
Artens utbredningsområde är Tonga. Inga underarter finns listade i Catalogue of Life.